# Beatallica
I Beatallica sono una band heavy metal fondata nel 2001 a Milwaukee, negli Stati Uniti d'America.

## Storia
I loro brani sono solitamente composti da canzoni dei Beatles unite a pezzi dei Metallica (ad esempio, la canzone The Thing That Should Not Let It Be è l'unione tra Let It Be dei Beatles e The Thing That Should Not Be dei Metallica), anche se a volte la base è solo un pezzo dei Beatles, che viene ricomposto in stile Heavy metal e di cui viene riscritto il testo, sostituito da una parodia.

## Formazione
- Jaymz Lennfield (riferito a James Hetfield e John Lennon) – pseudonimo di Michael Tierney – compositore, voce e chitarra ritmica
- Grg Hammetson (riferito a Kirk Hammett e George Harrison) – pseudonimo di Jeff Salzman – chitarra solista
- Kliff McBurtney (riferito a Cliff Burton e Paul McCartney) – pseudonimo di Paul Terrien - basso
- Ringo Larz (riferito a Ringo Starr e Lars Ulrich) – pseudonimo di Ryan Charles – batteria

Ex componenti
- Michael Brandenburg (chitarra 2001-06)
- Lee Bruso (basso 2004-05)

## Discografia

### Album in studio
- 2007 - Sgt. Hetfield's Motorbreath Pub Band
- 2009 - Masterful Mystery Tour
- 2013 - Abbey Load

### EP
- 2001 - A Garage Dayz Nite
- 2004 - Beatallica
- 2009 - Winter Plunderband

### Singoli
- 2008 - All You Need Is Blood